# Les Fleur de Lys
 (février 2023).
Si vous disposez d'ouvrages ou d'articles de référence ou si vous connaissez des sites web de qualité traitant du thème abordé ici, merci de compléter l'article en donnant les références utiles à sa vérifiabilité et en les liant à la section « Notes et références ».
Pour les articles homonymes, voir Fleur de lys.
Les Fleur de Lys est un groupe britannique de rock des années 1960, originaire de Southampton, qui s'est illustré dans la fusion des courants mod et psychédélique connue sous le nom de freakbeat.

## Historique
Au cours de leur brève existence, les Fleur de Lys ont connu de fréquents changements de personnel ; le seul membre constant a été le batteur Keith Guster. Ils ont compté dans leurs rangs le claviériste Pete Sears (futur Jefferson Starship) et le chanteur et bassiste Gordon Haskell (futur King Crimson). En outre, le groupe n'hésite pas à changer de nom, s'appelant tour à tour Shyster, Chocolate Frog, Waygood Ellis ou Rupert's People, ce qui rend sa carrière d'autant plus difficile à suivre.
Les deux premiers singles des Fleur de Lys sont produits par Jimmy Page ; le second est une reprise d'une chanson des Who, Circles. Ce sont des échecs commerciaux. Par la suite, le single Reflections of Charlie Brown, sorti sous le nom de Rupert's People et clairement inspiré de la chanson A Whiter Shade of Pale, connaît un succès modéré en Europe.
Les Fleur de Lys ont également été le groupe d'accompagnement de Sharon Tandy.

## Discographie

### Singles
- 1965 : Moondreams / Wait for Me (Immediate IM 20)
- 1966 : Circles / So Come On (Immediate IM 32)
- 1966 : Mud in Your Eye / I've Been Trying (Polydor 56124)
- 1967 : I Can See a Light / Prodigal Son 1967 (Polydor 56200)
- 1968 : Gong with the Luminous Nose / Hammer Head (Polydor 56251)
- 1968 : Stop Crossing the Bridge / Brick by Brick (Atlantic 584 193)
- 1969 : You're Just a Liar / One City Girl (Atlantic 584 243)

### Albums
Tous ces albums sont des compilations. 
- 1997 : Reflections
- 2013 : You've Got To Earn It
- 2017 : I Can See A Light - The Singles Box Set